# Malibu (album)
Albums de Anderson .Paak
Venice
(2014) Oxnard
(2018)
Malibu est le deuxième album studio d'Anderson .Paak, sorti en 2016.

## Liste des titres
| No  | Titre                                                              | Producteur(s)                         | Durée |
| --- | ------------------------------------------------------------------ | ------------------------------------- | ----- |
| 1.  | The Bird                                                           | Anderson .Paak                        | 3:38  |
| 2.  | Heart Don't Stand a Chance                                         | DJ Khalil                             | 5:13  |
| 3.  | The Waters (featuring BJ The Chicago Kid)                          | Madlib                                | 2:55  |
| 4.  | The Season/Carry Me                                                | 9th Wonder, Callum Connor             | 5:29  |
| 5.  | Put Me Thru                                                        | Anderson .Paak                        | 2:41  |
| 6.  | Am I Wrong (featuring Schoolboy Q)                                 | POMO                                  | 4:14  |
| 7.  | Without You (featuring Rapsody)                                    | 9th Wonder                            | 3:20  |
| 8.  | Parking Lot                                                        | Anderson .Paak, Jose Rios             | 3:55  |
| 9.  | Lite Weight (featuring The Free Nationals United Fellowship Choir) | Kaytranada                            | 3:27  |
| 10. | Room in Here (featuring The Game & Sonyae Elise)                   | Like                                  | 4:00  |
| 11. | Water Fall (Interluuube)                                           | Chris Dave, the Drumhedz              | 1:58  |
| 12. | Your Prime                                                         | DJ Khalil                             | 3:57  |
| 13. | Come Down                                                          | Hi-Tek                                | 2:57  |
| 14. | Silicon Valley                                                     | Dem Jointz                            | 4:05  |
| 15. | Celebrate                                                          | Anderson .Paak, Vicky Farewell Nguyen | 3:47  |
| 16. | The Dreamer (featuring Talib Kweli & Timan Family Choir)           | Callum Connor                         | 5:40  |